# Meliboeus fasciatus
Meliboeus fasciatus es una especie de escarabajo del género Meliboeus, familia Buprestidae. Fue descrita científicamente por Kerremans en 1899.